# 厚皮树
厚皮树（学名：Lannea coromandelica）是漆树科厚皮树属的植物。分布于印度尼西亚、印度、中南半岛以及中国大陆的广东、云南、广西等地，生长于海拔130米至1,800米的地区，见于溪边、山坡以及旷野林中，目前尚未由人工引种栽培。

## 别名
十八拉文公、蜜中（海南） 喃木（广西） 万年青、脱皮麻（广东）